# Bill Cheesbourg
Bill Cheesbourg fou un pilot estatunidenc de curses automobilístiques nascut el 12 de juny del 1927 a Tucson, Arizona.
Cheesbourg va córrer a la Champ Car a les temporades 1956-1962 i 1964-1966 incloent-hi la cursa de les 500 milles d'Indianapolis dels anys 1957-1959, 1961, 1964 i 1965.
Bill Cheesbourg va morir el 6 de novembre del 1995 a Tucson, Arizona.

## Resultats a la Indy 500
| Any    | Cotxe  | Sortida | Vel. mitja | Ranking | Final  | Voltes | V. líder | Retirat               |
| ------ | ------ | ------- | ---------- | ------- | ------ | ------ | -------- | --------------------- |
| 1957   | 31     | 23      | 141.565    | 13      | 26     | 81     | 0        | Pèrdua de combustible |
| 1958   | 54     | 33      | 142.546    | 30      | 10     | 200    | 0        | Va acabar             |
| 1959   | 53     | 30      | 141.788    | 30      | 21     | 147    | 0        | Magneto               |
| 1961   | 14     | 9       | 145.873    | 11      | 28     | 50     | 0        | Accident              |
| 1964   | 62     | 33      | 148.711    | 33      | 16     | 131    | 0        | Motor                 |
| 1965   | 47     | 33      | 153.774    | 33      | 32     | 14     | 0        | Magneto               |
| Totals | Totals | Totals  | Totals     | Totals  | Totals | 623    | 0        |                       |

| Curses       | 6 |
| Poles        | 0 |
| Voltes líder | 0 |
| Victòries    | 0 |
| Top 5        | 0 |
| Top 10       | 1 |
| Retirades    | 5 |

## A la F1
El Gran Premi d'Indianapolis 500 va formar part del calendari del campionat del món de la Fórmula 1 entre les temporades 1950 a la 1960.
Els pilots que competien a la Indy durant aquests anys també eren comptabilitats pel campionat de la F1.
Bill Cheesbourg va participar en 3 curses de F1, debutant al Gran Premi d'Indianapolis 500 del 1957.

### Palmarès a la F1
- Participacions: 3
- Poles: 0
- Voltes Ràpides: 0
- Victòries: 0
- Pòdiums: 0
- Punts vàlids per la F1: 0